# Tomas Gustafson
Sven Tomas Gustafson (* 28. prosince 1959 Katrineholm) je bývalý švédský rychlobruslař.
Prvního juniorského světového šampionátu se zúčastnil v roce 1977, o rok později se poprvé představil i na seniorském Mistrovství světa ve víceboji. Juniorský šampionát vyhrál v letech 1979 a 1980. Jeho nejlepším umístěním na Zimních olympijských hrách 1980 bylo sedmé místo na trati 1500 m, na pěti a desetikilometrové distanci byl shodně dvanáctý. Na Mistrovství Evropy 1982 získal zlatou medaili, na Mistrovství světa ve víceboji 1983 byl druhý. Na zimní olympiádě 1984 vyhrál závod na 5000 m a na dvojnásobné trati si dobruslil pro stříbro (ve sprintu na 500 m skončil na 36. místě). Na podzim 1985 debutoval v závodech Světového poháru. Další cenný kov, bronz, vybojoval na ME 1986. Nejúspěšnější sezónu prožil v letech 1987 a 1988, kdy zvítězil v celkovém hodnocení Světového poháru na dlouhých tratích, vyhrál kontinentální šampionát a ze Zimních olympijských her si přivezl dvě zlata ze závodů na 5 km a 10 km. Na Mistrovství Evropy 1990 skončil druhý, na předposledním absolvovaném Mistrovství světa ve víceboji 1991 pátý. Na ZOH 1992 dokončil závod na 5000 m jako třináctý. Po sezóně 1991/1992 ukončil sportovní kariéru.
V letech 1982 a 1988 obdržel cenu Oscara Mathisena.